# Phyllodoce digueti
Phyllodoce digueti är en ringmaskart som beskrevs av Fauvel 1943. Phyllodoce digueti ingår i släktet Phyllodoce och familjen Phyllodocidae. Inga underarter finns listade i Catalogue of Life.